# Пролептический юлианский календарь
Пролептический юлианский календарь (предваряющий юлианский календарь, от др.-греч. πρόληψις «предвосхищение») — календарь, расширяющий юлианский календарь на период до его введения 1 января 45 года до н. э.

## Структура календаря
Пролептический юлианский календарь, как и юлианский календарь, основан на циклическом обращении Земли вокруг Солнца; продолжительность одного цикла принята равной 365,25 суток; содержит 1 високосный год каждые 4 года. Длительность невисокосного года — 365, високосного — 366 суток.
Распределение високосных годов с 1 года н. э.:
- год, номер которого кратен 4 — високосный;
- остальные годы — невисокосные.

Юлианский календарь не имеет 0 года, поэтому до 1 года н. э. распределение високосных годов следующее:
- год, номер которого, уменьшенный на 1, кратен 4 — високосный;
- остальные годы — невисокосные.

Поэтому до 4 года н. э. високосными годами является 1 год до н. э., далее каждые 4 года: 5 год до н. э., 9 год до н. э., и так далее.